# 이라크 투르크멘

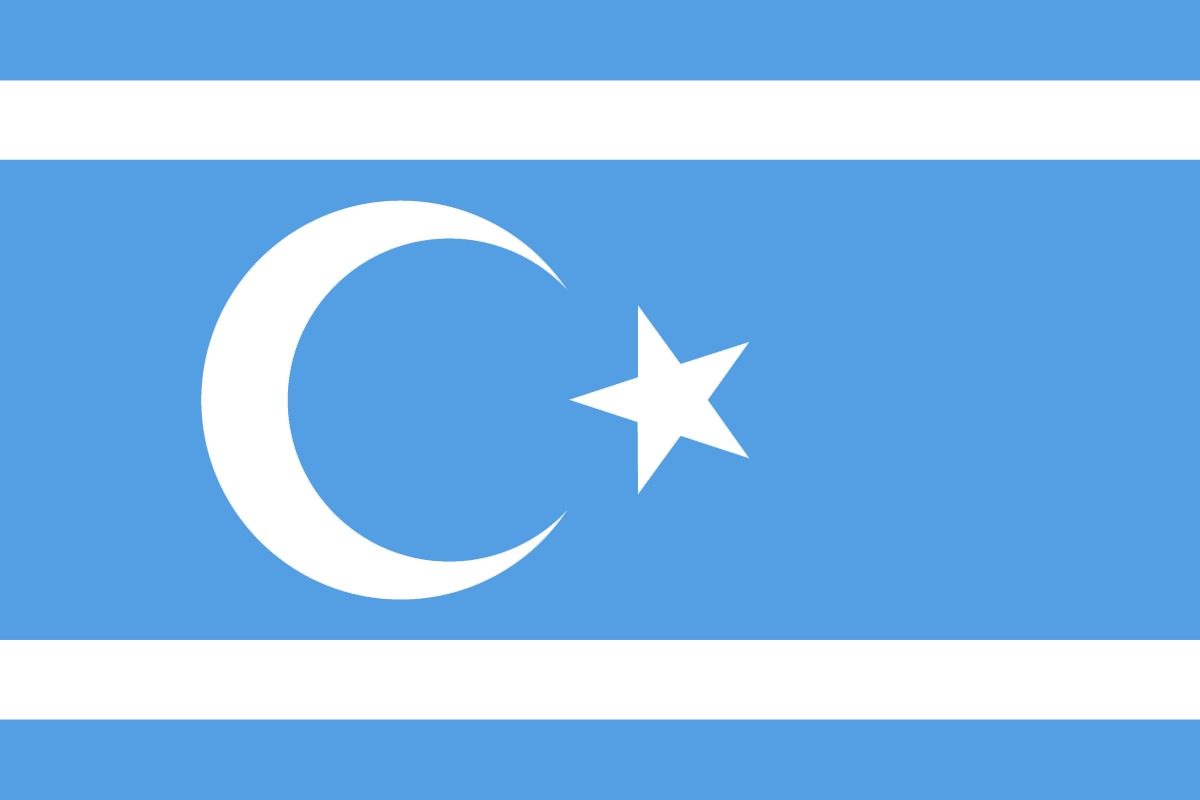
이라크 투르크멘의 기

이라크 투르크멘은 이라크에 거주하는 튀르크계 민족으로 아랍인과 쿠르드인에 이은 제3의 민족이다. 보통 쿠르드 자치구 및 근방에 살고 있다. 정체성은 튀르키예인과 밀접히 연관된 반면 중앙아시아의 투르크멘인과는 전혀 다르게 구분된다. 그들은 서부 오구즈어파인 고유의 튀르크어를 민족어로 사용하며, 사담 후세인 치하에서 아랍화를 강제받아 아랍어를 모어로 사용하기도 한다. 최근에는 쿠르드화 되는 추세여서 쿠르드어를 사용하기도 한다. 인구는 약 4~500만 명으로 이라크 인구의 10%에 달한다.

## 같이 보기
- 이라크 투르크멘 전선
- 시리아 투르크멘
- 오구즈 투르크멘